# Черноморская губерния
Черномо́рская губе́рния — административно-территориальная единица Российской империи, существовавшая в 1896—1918 годах. Административный центр — город Новороссийск.

## География
Губерния занимала западную часть Кавказа и тянулась длинной и сравнительно узкой полосой вдоль северо-восточного берега Чёрного моря, занимая пространство между ним и главным Кавказским хребтом. Граничила на северо-западе и северо-востоке с Кубанской областью (от которой на северо-востоке отделялась Главным Кавказским хребтом), на юго-востоке — с Сухумским округом Кутаисской губернии, на юго-западе — с Чёрным морем.

## История

Карта Черноморской губернии

Ещё до учреждения Черноморской губернии, в период существования Черноморской кордонной и Черноморской береговой линий, для охраняемых этими линиями земель употреблялось название «Черномория».
Черноморская губерния с центром в Новороссийске была образована 23 мая 1896 года в результате преобразования Черноморского округа Кубанской области. Первоначально губерния делилась на 3 округа: Новороссийский, Туапсинский, Сочинский. В 1904 году к губернии была присоединена территория вдоль побережья Чёрного моря до Гагр, площадь губернии увеличилась до 7327 верст².
В марте 1918 года Черноморская губерния была ликвидирована большевиками, на её территории образовалась Черноморская советская республика, входящая в РСФСР.
26 августа 1918 г. Новороссийск перешёл под контроль белой армии, была назначена администрация Черноморской губернии, функционировавшая до эвакуации белых в марте 1920 года.
11 мая 1920 года был образован Черноморский округ в составе Кубано-Черноморской области.

## Население

### Численность
По данным переписи населения 1897 года в Черноморской губернии было 57 478 жителей, в том числе в городах — 19 641 жителей.
Динамика численности населения губернии:
| Год  | Население, чел. |
| ---- | --------------- |
| 1897 | 57 478          |
| 1905 | 70 000          |
| 1917 | 202 000         |

### Национальный состав
Национальный состав в 1897 году
| Отдел           | Великороссы | Малороссы | армяне | греки  | адыги (черкесы) | чехи и словаки | евреи | грузины | молдаване и румыны | эстонцы | немцы | поляки |
| --------------- | ----------- | --------- | ------ | ------ | --------------- | -------------- | ----- | ------- | ------------------ | ------- | ----- | ------ |
| Область в целом | 42,9 %      | 16,1 %    | 10,9 % | 10,4 % | 3,4 %           | 2,2 %          | 1,7 % | 1,7 %   | 1,6 %              | 1,4 %   | 1,3 % | 1,3 %  |
| Новороссийский  | 55,3 %      | 16,7 %    | 2,1 %  | 10,0 % | …               | 2,9 %          | 2,8 % | 0,7 %   | 0,5 %              | 0,5 %   | 1,4 % | 1,7 %  |
| Туапсинский     | 30,7 %      | 24,0 %    | 18,7 % | 4,1 %  | 13,0 %          | 3,0 %          | 0,1 % | 0,3 %   | 1,6 %              | …       | 0,9 % | 0,9 %  |
| Сочинский       | 18,9 %      | 9,2 %     | 28,5 % | 15,5 % | 5,5 %           | …              | …     | 5,0 %   | 4,5 %              | 4,4 %   | 1,2 % | 0,4 %  |

## Органы власти

### Административное деление

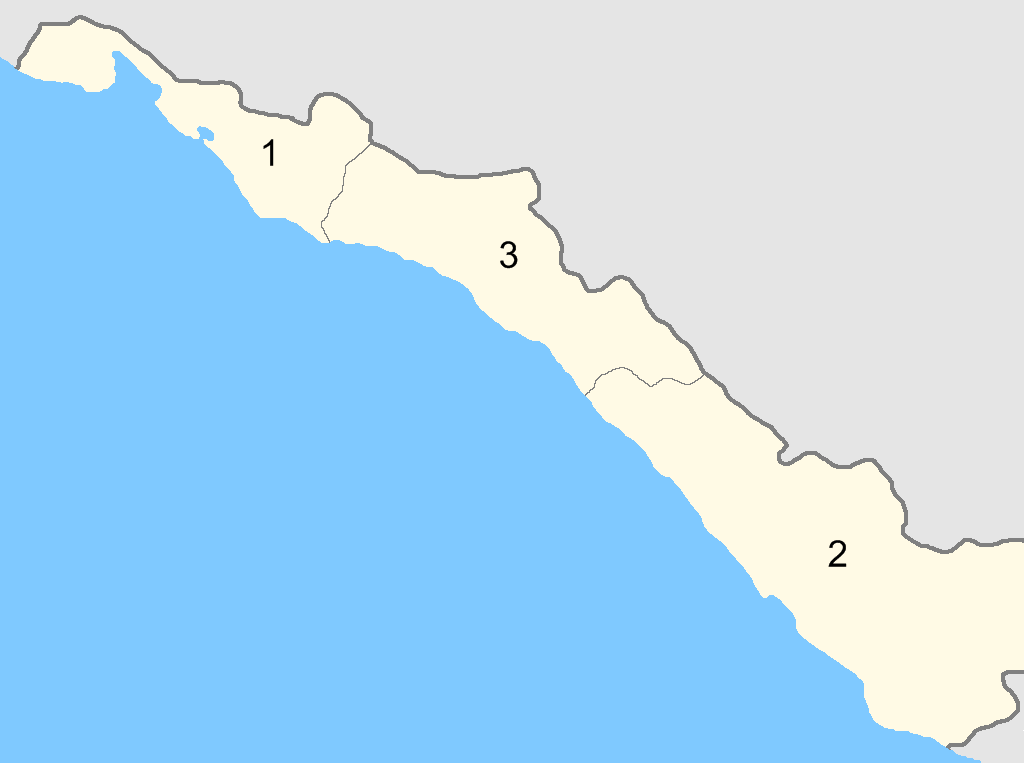
Административное деление Черноморской губернии

| № | Округ          | Центр                      | Площадь, вёрст² | Население (1897), чел. |
| - | -------------- | -------------------------- | --------------- | ---------------------- |
| 1 | Новороссийский | Новороссийск (16 897 чел.) | 1081,0          | 34 908                 |
| 2 | Сочинский      | Сочи (1352 чел.)           | 3935,0          | 13 519                 |
| 3 | Туапсинский    | Туапсе (1392 чел.)         | 1439,0          | 9051                   |

### Начальники округа
| Ф. И. О.                     | Титул, чин, звание          | Время замещения должности |
| ---------------------------- | --------------------------- | ------------------------- |
| Пиленко Дмитрий Васильевич   | полковник (генерал-майор)   | 03.1867—12.06.1876        |
| Шелковников Борис Мартынович | полковник                   | 12.06.1876—1879           |
| Никифораки Николай Егорович  | полковник (генерал-майор)   | 18.12.1879—12.03.1887     |
| Марков Николай Сергеевич     | статский советник           | 21.03.1887—09.08.1887     |
| Козлов Константин Семёнович  | капитан, и. д. (полковник)  | 09.08.1887—1888           |
| Соколов Григорий Иванович    | ротмистр, и. д. (полковник) | 29.05.1888                |

### Губернаторы
| Ф. И. О.                         | Титул, чин, звание                | Время замещения должности |
| -------------------------------- | --------------------------------- | ------------------------- |
| Тиханов Евграф Филиппович        | генерал-майор (генерал-лейтенант) | 19.10.1896—16.11.1901     |
| Волков Евгений Николаевич        | полковник (генерал-майор), и. д.  | 16.11.1901—09.05.1905     |
| Трофимов Владимир Онуфриевич     | генерал-майор                     | 10.05.1905—02.10.1906     |
| Березников Алексей Александрович | статский советник                 | 16.12.1906—10.05.1911     |
| Барановский Владимир Николаевич  | действительный статский советник  | 10.05.1911—1916           |
| Мартынов Пётр Иванович           | полковник                         | 1916—1917                 |

Военные губернаторы:
- Кутепов, Александр Павлович (с 13 августа 1918 по январь 1919)
- Волков, Евгений Николаевич (с января 1919 по март 1919)
- Тяжельников, Михаил Иванович (с 5 июня 1919 года по 1920?)

### Вице-губернаторы
| Ф. И. О.                           | Титул, чин, звание                         | Время замещения должности |
| ---------------------------------- | ------------------------------------------ | ------------------------- |
| Соколов Григорий Иванович          | полковник                                  | 21.11.1896—19.05.1897     |
| Сандрыгайло Иван Яковлевич         | статский советник                          | 26.06.1897—03.03.1898     |
| Гребенщиков Николай Петрович       | полковник                                  | 16.03.1898—24.02.1900     |
| Волков Евгений Николаевич          | полковник                                  | 06.04.1900—16.11.1901     |
| Березников Алексей Александрович   | в звании камер-юнкера, коллежский советник | 09.02.1902—16.12.1906     |
| Мосолов Александр Фёдорович        | коллежский советник (статский советник)    | 18.12.1906—25.04.1911     |
| Ридель Александр Иванович          | действительный статский советник           | 25.04.1911—1916           |
| Сенько-Половский Леонид Алексеевич | коллежский асессор                         | 1916—1917                 |

## СМИ
Бюллетень Комитета освобождения Черноморской губернии — газета, выпускаемая на территории Черноморской губернии в начале 1920 года.